# Margaret Brevoort
Margaret Claudia Brevoort, Meta Brevoort (ur. 8 listopada 1825 w Nowym Jorku, zm. 19 grudnia 1876 w Dorking) – amerykańska alpinistka, aktywna w Europie w okresie tzw. alpinizmu zdobywczego w II połowie XIX w. Jedna z nielicznych kobiet, uprawiających w tamtych czasach ten rodzaj działalności i niewątpliwie jedna z najwybitniejszych. Była ciotką innego czołowego alpinisty tego okresu, Williama A. Coolidge’a. Wspinała się głównie w Alpach.
Warto wspomnieć, że Margaret Brevoort była pierwszą kobietą, która zamieściła swój tekst na temat wspinaczki górskiej w czasopiśmie angielskiego Alpine Club (W.A.B. Coolidge: A day and night on the Bietschhorn, „Alpine Journal” vol. VI 1872-74, s. 114). Był to również najprawdopodobniej w ogóle pierwszy artykuł o tematyce alpinistycznej w historii, opublikowany przez kobietę.